# Junqueira (Vale de Cambra)
Junqueira é uma povoação portuguesa sede da Freguesia de Junqueira do Município de Vale de Cambra, freguesia com 17,17 km² de área e 834 habitantes (censo de 2021), tendo, por isso, uma densidade populacional de 48,6 hab./km²

## Demografia
A população registada nos censos foi:
| Distribuição da População por Grupos Etários | Distribuição da População por Grupos Etários | Distribuição da População por Grupos Etários | Distribuição da População por Grupos Etários | Distribuição da População por Grupos Etários |
| -------------------------------------------- | -------------------------------------------- | -------------------------------------------- | -------------------------------------------- | -------------------------------------------- |
| Ano                                          | 0-14 Anos                                    | 15-24 Anos                                   | 25-64 Anos                                   | > 65 Anos                                    |
| 2001                                         | 202                                          | 186                                          | 607                                          | 300                                          |
| 2011                                         | 122                                          | 121                                          | 511                                          | 313                                          |
| 2021                                         | 60                                           | 85                                           | 385                                          | 304                                          |

## Património
- Capelas de Nossa Senhora de Lurdes, de Nossa Senhora da Conceição, de Nossa Senhora do Bom Sucesso e de Nossa Senhora das Febres
- Cruzeiro acima da igreja velha
- Castro da Póvoa
- Pontes de Pontemieiro e de Junqueira de Baixo
- Moinhos de água
- Serra do Arestal
- Montes do Castro e da Lomba da Bosta
- Lugares de Calvela, de Vila Cova, de Junqueira de Baixo e de Chã, Folhense, Carvalhal, Linhares, Agros, Couços, Falcão, Póvoa